# Lhota Rapotina
Lhota Rapotina (in tedesco Lhota Rapotin) è un comune della Repubblica Ceca facente parte del distretto di Blansko, in Moravia Meridionale.